# Maria Augustin
Maria Augustin, född 1749, död 1803, var en finländsk affärsidkare och redare. Hon bedrev handel och ett framgångsrikt rederi från Åbo. Hon gjorde affärer först under faderns namn, därefter under sitt eget. På grund av samtida lagar om (ogifta) kvinnors myndighet möttes hon med juridiska svårigheter och fick ansöka om särskilt tillstånd från monarken.

## Biografi
Maria Augustin var dotter till Mathias Augustin den äldre, som grundade och drev en av de mest framgångsrika rederierna i Åbo, och handlade med Stockholm i bland annat salt och järn.  Han hade en son, Mathias Augustin den yngre, men denne lämnade hemmet och startade ett eget järnföretag år 1771, och fadern tränade i stället upp sin dotter till att efterträda honom i sitt eget företag.  Han överlät i praktiken sitt företag på henne år 1775, och hon valde att förbli ogift för att kunna sköta det. Fadern stödde också hennes framgångsrika ansökan om att bli myndighetsförklarad av kungen.   
När fadern av hälsoskäl såg sig tvingad att pensionera sig, ville han även formellt överlåta hela rederiet till Maria, och han avsade sig sitt burskap 1790.  Det var dock inte lagligt för en ogift kvinna att driva företag, och stadens magistrat inlade protest med hänvisning till att endast myndiga män fick driva företag enligt handelslag (med undantag av änkor).  Vid denna tid brukade myndigheterna ge affärstillstånd endast till kvinnor som var så fattiga att de behövde driva ett mindre företag för sin försörjnings skull, men myndigheterna pekade på att Maria Augustin vid denna tid drev det näst rikaste företaget i Åbo, och att det skulle sätta ett dåligt exempel för andra kvinnor om en sådan kvinna fick juridiskt tillstånd att vara verksam.  Maria fick dock dispens av driva företaget åt fadern under hans livstid som kontingentborgare.  
Vid hennes fars död 1791 ifrågasatte Åbos myndigheter återigen hennes rätt att driva affärer på grund av hennes kön, då de enda kvinnor som hade rätt att göra så var änkor som hade ärvt företaget av sin make.  Detta trots att stadens myndigheter samtidigt beskattade henne på samma sätt som en man med skråmedlemskap. Hon var då en av Åbos rikaste köpmän. Hon fick 1792 en affärslicens av Åbos myndigheter som löpte på ett år. Maria vände sig då till kungen och fick 1793 dispens att driva rederiet på livstid; samma år fick hon slutligen skråmedlemskap.   